# Pride Final Conflict 2003
Pride Final Conflict 2003 foi um evento de artes marciais mistas promovido pelo Pride Fighting Championships. Aconteceu no Tokyo Dome em Tóquio, Japão em 9 de novembro de 2003. Esse evento contou com as semifinais e a final do Grand Prix de Médios de 2003 do Pride. O primeiro round do torneio aconteceu no Pride Total Elimination 2003, em Agosto.

## Resultados

### Chave do Grand Prix de Médios do Pride de 2003
|  | Quartas de final  | Quartas de final |                  |       | Semifinais | Semifinais |  |  | Final | Final |
|  |                   |                  |                  |       |            |            |  |  |       |       |
|  |                   |                  |                  |       |            |            |  |  |       |       |
|  |                   |                  |                  |       |            |            |  |  |       |       |
|  | Chuck Liddell     | KO               |                  |       |            |            |  |  |       |       |
|  | Chuck Liddell     | KO               |                  |       |            |            |  |  |       |       |
|  | Alistair Overeem  | 3:09             |                  |       |            |            |  |  |       |       |
|  | Alistair Overeem  | 3:09             | Chuck Liddell    | 13:10 |            |            |  |  |       |       |
|  |                   |                  | Chuck Liddell    | 13:10 |            |            |  |  |       |       |
|  |                   | Quinton Jackson  | TKO              |       |            |            |  |  |       |       |
|  | Quinton Jackson   | Quinton Jackson  | TKO              | DD    |            |            |  |  |       |       |
|  | Quinton Jackson   |                  |                  | DD    |            |            |  |  |       |       |
|  | Murilo Bustamante | 20:00            |                  |       |            |            |  |  |       |       |
|  | Murilo Bustamante | 20:00            | Quinton Jackson  | 6:28  |            |            |  |  |       |       |
|  |                   |                  | Quinton Jackson  | 6:28  |            |            |  |  |       |       |
|  |                   | Wanderlei Silva  | TKO              |       |            |            |  |  |       |       |
|  | Hidehiko Yoshida  | Wanderlei Silva  | TKO              | FIN   |            |            |  |  |       |       |
|  | Hidehiko Yoshida  |                  |                  | FIN   |            |            |  |  |       |       |
|  | Kiyoshi Tamura    | 5:06             |                  |       |            |            |  |  |       |       |
|  | Kiyoshi Tamura    | 5:06             | Hidehiko Yoshida | 15:00 |            |            |  |  |       |       |
|  |                   |                  | Hidehiko Yoshida | 15:00 |            |            |  |  |       |       |
|  |                   | Wanderlei Silva  | DU               |       |            |            |  |  |       |       |
|  | Wanderlei Silva   | Wanderlei Silva  | DU               | KO    |            |            |  |  |       |       |
|  | Wanderlei Silva   |                  |                  | KO    |            |            |  |  |       |       |
|  | Kazushi Sakuraba  | 5:01             |                  |       |            |            |  |  |       |       |
|  | Kazushi Sakuraba  | 5:01             |                  |       |            |            |  |  |       |       |

## Ligações Externas
- Site Oficial do Pride
- Sherdog.com